# 張安琪 (馬來西亞)
張安琪（英文名：Angela Chong，1996年9月9日—），馬來西亞女藝人及廣告演員、歌手、模特。被媒體譽為大馬國民女友。

## 簡歷
張安琪平面模特出道，以甜美健康外形，擁有陽光初戀般的笑容走紅網絡，模特 廣告演員 馬來西亞百萬粉絲人氣博主 港台兩岸新馬地區各平台粉絲量達幾百萬粉絲
2022年做為新人歌手，聯合芒果MCN 唱天龍八部遊戲主題曲 發行個人單曲《應該怎麼說》 同時與林志穎拍攝天龍八部廣告 飾演神仙姐姐 王語嫣
2023年以歌手的身份再次推出江南古風歌曲 伊人 和 冬至新年團圓溫馨歌曲 湯圓

## 家庭背景
出生於馬來西亞柔佛州，家裡有爸爸媽媽和一個妹妹，從小對音樂歌唱、舞蹈與表演有著熱誠與喜愛，有多國語文能力

## 廣告  歌曲
-天龍八部2 廣告 飾演王語嫣
新馬版女神代表-王語嫣
-天龍八部2 王語嫣 手遊戀愛主題曲 應該怎麼說
-2023 推出江南古風歌曲 伊人
-2023 推出溫馨團圓歌曲 湯圓
-worldgym 台湾连锁健身中心 宣传影片
-7eleven台北史努比聯名店开幕 媒体平面宣传
-jujury accessory 台湾女性饰品平面
-uncoated 247 korea 海外形象广告- 用於台灣香港新加坡馬來西亞
-eatgether app廣告 女主角
-蝦皮節目嘉賓 介紹馬來西亞美食零食和文化
- SKECHERS 媒體平面宣傳
-台灣pay廣告 -演員
-桃園旅遊宣傳
-得力文具 
-skechers 時尚球鞋新品宣傳
-洋河夢之藍宣傳

## 外部連結
- 張安琪的Facebook專頁
- 張安琪的Instagram帳戶
- YouTube上的張安琪頻道
- 张安琪0909的新浪微博
- 張安琪的TikTok